# 풍천 김씨
풍천 김씨(豊川金氏)는 황해남도 과일군을 본관으로 하는 한국의 성씨이다.

## 역사
시조 김영주(金英柱)는 대보공 김알지의 후손이라고 전할 뿐 어느 시대의 인물이며 또는 어느 계통에서 분적되었는지 확실하지 않다.
<신라김씨동원분관록>에 의하면 영유김씨와 풍산김씨가 각각 다른 계통으로서 영유김씨의 시조는 김영철, 풍천김씨의 시조는 김익헌으로 되어 있으나, 『국조방목(國朝榜目)』에는 본관이 풍천(豊川)으로 기록되어 있는 것으로 보아 동원으로 짐작된다.

## 본관
풍천(豊川)은 황해남도 서북부에 있는 과일군의 옛 지명이다. 본래 고구려의 구을현(仇乙縣)이다. 고려에서 풍주(豐州)로 고쳐, 995년(고려 성종)에 도호부(都護府)로 승격하였다. 1413년(조선 태종(太宗) 13년)에 풍천군(豐川郡)으로 고쳤다. 1895년(조선 고종 32) 해주부 관할이 되었다가, 1896년 황해도 풍천군이 되었다. 1909년 풍천군을 폐지하여 송화군(松禾郡)에 합병하였다가 1967년 과일군으로 분리되었다.

## 인물
풍천 김씨는 조선시대 문과 급제자 6명을 배출하였다.
- 김영철 : 조선 무관. 1618년(광해군10) 명나라가 건주위를 정벌하기 위해 우리 나라에 원병을 청해 왔을 때 좌영장 김응하의 선봉으로 출전하여 포로가 되었다가 1625년(인조3) 탈출하여 명나라 등주에서 살다가 1631년 진가사의 선편으로 귀국했다. 1640년(인조18) 청나라가 개주를 공략하기 위해 우리 나라에 원병을 청해오자 중국어에 능통했으므로 상장 임경업 휘하에서 수군 5천명과 함께 참전했으나 다시 포로가 되었다가 석방되어 귀국했다. 1658년 조정에서 자모산성을 지킬 군사를 모집할 때 60세의 고령으로 뽑혀 20여년 동안 성을 지켰다.
- 김응향 : 1660년(현종1) 식년 문과에 병과로 급제하여 도사를 지냈다.
- 김익헌 : 1726년(영조2) 식년 문과에 병과로 급제하여 군수를 지냈다.
- 김우석(金禹錫; 10世) : 병자호란(丙子胡亂) 때 자모산성(慈母山城)에 들어갔다가 인조가 굴욕적인 강화(江華)를 한다는 소식을 듣고 후세의 충신들에게 좌우명이 되었던 척화(斥和)의 시를 자모산 성문에 써 붙이고 통곡하였다. 청나라 장군이 척화시 아래 통곡하고 있는 김우석(金禹錫)의 목을 치려하자 그는 꿈적도 않고 앉아 있었으며 그의 열 살된 아들 김응원(金應元)이 아버지를 끌어안고 함께 우니 청나라 장군도 감동하여 죽이지 못했다고 한다. 인조는 김우석(金禹錫)의 충절을 기려 정표(旌表)를 내렸고, 그의 아들 김응원(金應元)은 가장 어린 나이로 효의 정표를 받았다
- 김옥길 : 제24대 문교부 장관
- 김동길 : 연세대학교 명예교수

## 인구
- 1985년 447가구 1,923명
- 2000년 733가구 2,292명